# Compact Linear Collider

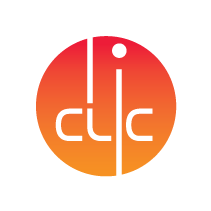
Logotip del projecte Compact Linear Collider

El Compact Linear Collider (CLIC) o Collisionneur Linéaire Compact (Col·lisionador Lineal Compacte) és un futur accelerador lineal de partícules d'entre onze i cinquanta quilòmetres de llargària, que permeti realitzar col·lisions entre electrons i positrons amb una energia de 3 TeV. En projecte a l'Organització Europea per a la Recerca Nuclear (CERN), el febrer de 2012, 43 instituts de 22 països hi participaven.
L'accelerador tindria entre 11 i 50 km de longitud, més de deu vegades més llarg que el Stanford Linear Accelerator (SLAC) existent a Califòrnia, EUA. Es proposa construir CLIC al CERN, a través de la frontera entre França i Suïssa, prop de Ginebra, llençant els primers feixos quan el Gran Col·lisionador d'Hadrons hagi finalitzat les operacions cap al 2035.
L'accelerador CLIC va fer servir una nova tècnica d'acceleració de dos feixos amb un gradient d'acceleració de 100 MV/m, i la construcció per etapes va donar col·lisions a tres energies del centre de massa de fins a 3 TeV per a un abast físic òptim. S'està duent a terme recerca i desenvolupament per assolir els objectius de la física d'alta precisió en condicions difícils de llum i fons.
CLIC té com a objectiu descobrir noves lleis físiques més enllà del model estàndard de física de partícules, mitjançant mesures de precisió de les propietats del model estàndard, així com la detecció directa de noves partícules. El col·lisionador oferiria una alta sensibilitat als estats electrodébils, superant la precisió prevista del programa LHC complet. El disseny actual del CLIC inclou la possibilitat de polarització del feix d'electrons.
La col·laboració de CLIC va produir un Informe de Disseny Conceptual (CDR) el 2012, complementat per un escenari actualitzat de fase energètica el 2016. En una sèrie d'informes grocs del CERN es resumeixen estudis detallats addicionals del cas físic de CLIC, un disseny avançat del complex d'acceleradors i del detector, així com nombrosos resultats d'R + D.